# Herzogiella cylindricarpa
Herzogiella cylindricarpa är en bladmossart som beskrevs av Iwatsuki 1970. Herzogiella cylindricarpa ingår i släktet spretmossor, och familjen Hypnaceae. Inga underarter finns listade i Catalogue of Life.